# 1. VC Hannover
1. VC Hannover var en volleybollklubb från Hannover, Tyskland, bildad 1957 och nedlagd 1979.
Klubben hade sitt ursprung i Pädagogische Hochschule Hannover. Den var en viktig pionjärklubb i västtysk volleyboll. Den pedagogisk högskolan vann det första västtyska mästerskapet på både dam- och herrsidan. Klubbens herrlag blev tyska mästare även 1960 och 1962, medan damlaget, med undantag för 1974 vann samtliga mästerskap till och med 1976. Klubben lades ner 1979 p.g.a. ekonomiska problem.